# Den Nationale Scene

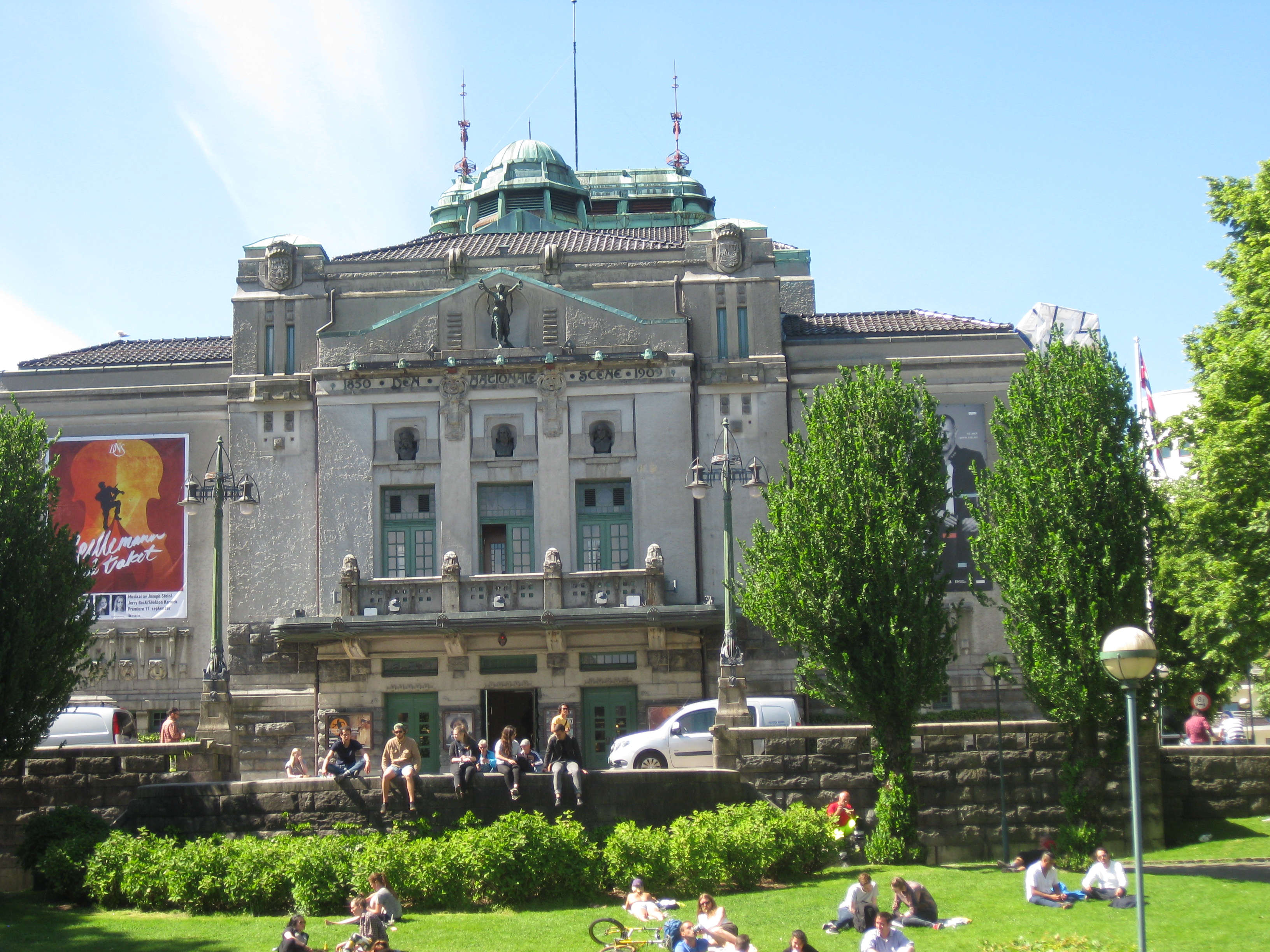
Den Nationale Scene - Théâtre national de Bergen

Den Nationale Scene (traduction : La Scène nationale) est le plus ancien théâtre norvégien avec un emplacement permanent à Bergen. Devant le bâtiment se trouvent les statues des dramaturges Bjørnstjerne Bjørnson, Henrik Ibsen et Nordahl Grieg.

## Histoire
De ses débuts en 1876 jusqu'à la construction du nouveau théâtre (en février 1909), Den Nationale Scene donne représentations dans les locaux de l'ancien théâtre, Komediehuset på Engen. Néanmoins, la fondation organique de la scène remonte au Théâtre norvégien (Det norske Theater) exploité par le compositeur et violoniste Ole Bull depuis 1850, qui doit fermer en 1863 après une utilisation intensive en raison de problèmes économiques. Pendant ce temps, Bull engage Henrik Ibsen, alors peu connu, pendant près de six ans (1851-1857) en tant que scénographe, réalisateur et auteur interne. Il est remplacé par Bjørnstjerne Bjørnson, directeur artistique du théâtre entre 1857 et 1859.
En 1876, la fondation Den Nationale Scene est créée. Un comité spécialement nommé  décide en 1895 de construire un nouveau théâtre. En juin 1906, la première pierre est posée par le roi Håkon VII. Le bâtiment, conçu dans un style Art nouveau par l'architecte Einar Oscar Schou, est officiellement inauguré en février 1909 avec une représentation de la comédie Erasmus Montanus de Ludvig Holberg, dans laquelle se produit Karl Bergmann, futur directeur du théâtre (1931-1934).
L'édifice est gravement endommagé par un impact de grenade en 1940, mais après diverses rénovations, il reste utilisé aujourd'hui. Il est classé monument historique depuis 1993.

## Activités
Toujours en 1993, la Scène obtient le statut de théâtre national. l'entité est financée en grande partie par des fonds publics et perçoit en 2006 une dotation de l'État de 78,2 millions de couronnes. La maison emploie 150 personnes, dont 40 comédiens. Den Store Scenen (« la grande scène ») est la plus grande des salles avec 450 places. L'établissement produit plus de 550 représentations par an dans les domaines du théâtre parlé, de la comédie musicale et du théâtre pour enfants.

## Liens connexes